# خودکاوند

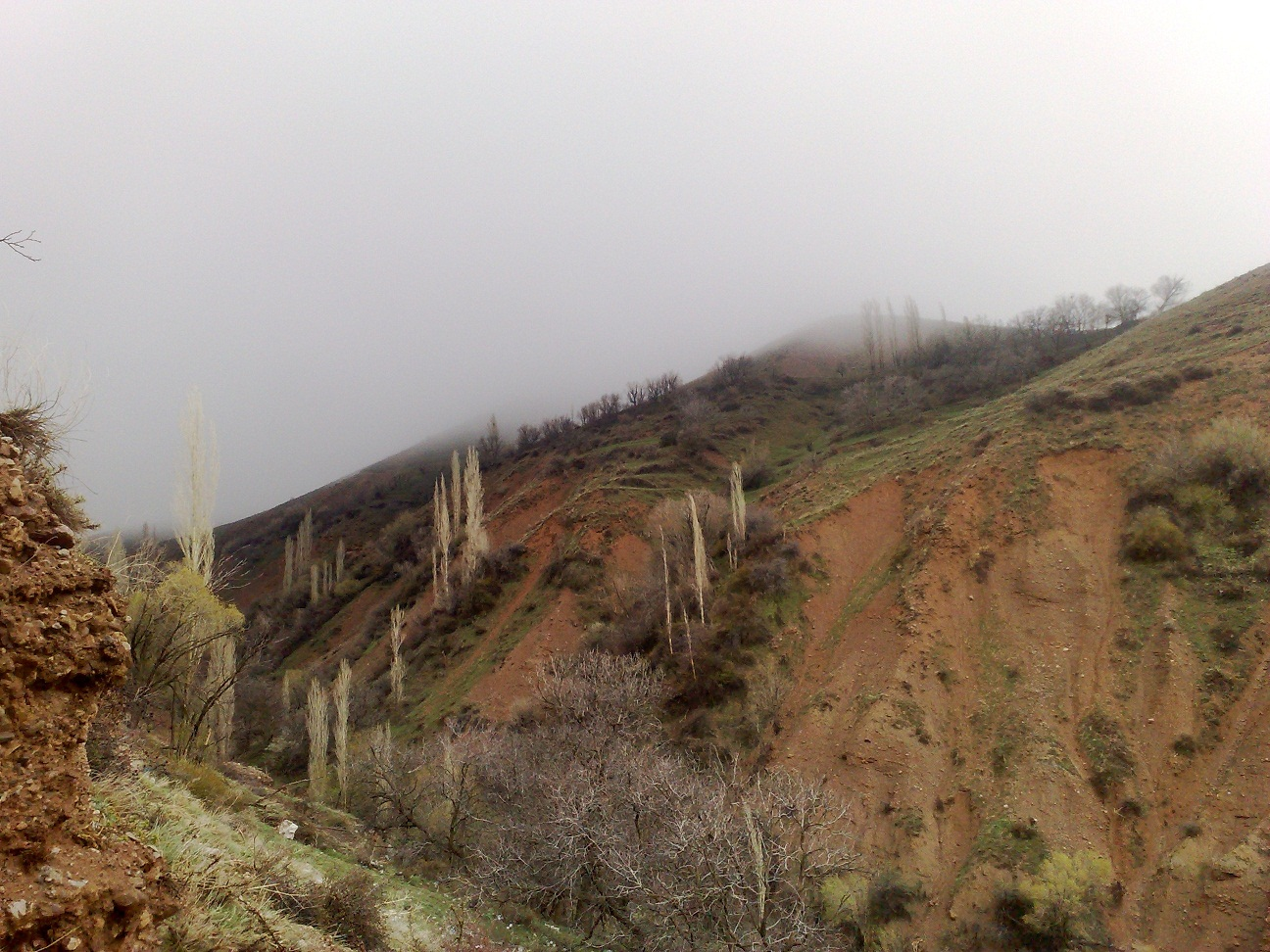
دره طالقان

این روستا واقع در بخش بالا طالقان بالاتر از روستای گلیرد و مسیر ورودی روستا بعد از سوج خاخی اول منگلان ورودی روستاهای گوران که در امتداد جاده ان به روستای خودکاوند ختم می‌گیردد.
دارای زمستان‌هایی سرد و یخبندان‌های زیاد. مردم این روستا زبان خود را تاتی می‌دانند که از زبان‌های ایرانی شمال غربی است.

## مناطق دیدنی
1. دره باران چشمه
2. دره لو
3. دودره
4. کوه اسپی سنگ دارای یخچال طبیعی
5. گرد کوه تپه
6. درهٔ اسکول[۴]

خرمندگاه
بنی کن
ول گوشه
سه‌ماهه
نوی سر -آسیابی در - خراباسیودر - رودخانه - ماه بلی چشمه - دیوکمران - اسکولی در - گل کندان - خرای چال - معمه کای چال- سرینچال - لتونی دره - سودی کش -کنگر چشمه- قله اسبی سنگ - پس کمر - گزنایورد گردن -هفت چشمه -مریم کری دره- خر تیره -تنقولی سر - درازو- دیراجای گردن - پسی چال - خوردچالی سر